# Hammond (miasto w stanie Nowy Jork)
Hammond – miasto w Stanach Zjednoczonych, w stanie Nowy Jork, w hrabstwie St. Lawrence.